# Małgorzata Wiejak
Małgorzata Wiejak, née le 5 mai 1992 est une haltérophile polonaise.

## Palmarès

### Championnats d'Europe
- 2018 à Bucarest
  - 4e en moins de 75 kg
- 2013 à Tirana
  -  3e en moins de 75 kg